# وضوح ۳۲کی
وضوح ۳۲کی (به انگلیسی: 32K resolution) به اندازهٔ وضوح تصویر یا نمایشگر با تقریباً ۳۲۰۰۰ پیکسل افقی گفته می‌شود. وضوح ۳۲کی معمولاً و به صورت استاندارد با رزولوشن «۱۷۲۸۰×۳۰۷۲۰» برای نسبت تصویر ۹: ۱۶ در نظر گرفته می‌شود. پیکسل‌های آن از هر بعد وضوح ۱۶کی (16K UHD) را دو برابر می‌کنند، که در مجموع ۴ برابر وضوح ۱۶کی افزایش می‌یابد. وضوح ۳۲کی (32K UHD) برابر با ۵۳۰٫۸ مگاپیکسل (۵۳۰٬۸۴۱٬۶۰۰ پیکسل) است، که تراکم پیکسلی ۱۶ برابری نسبت به وضوح ۸کی (8K UHD)، ۶۴ برابری نسبت به وضوح ۴کی (4K UHD)، ۲۵۶ برابری نسبت به وضوح فول اچ‌دی (1080p) و ۵۷۶ برابری نسبت به وضوح  اچ‌دی (720p) دارد.
درحال حاضر برنامه‌هایی از سوی گروه‌های مختلف برای شروع و پیاده‌سازی فناوری های مورد نیاز، برای توسعه وضوح «۳۲کی» وجود دارد.
هم‌اکنون تنها تعداد انگشت‌شماری دوربین وجود دارند که از توانایی موردنیاز برای تصویربرداری و پشتیبانی از وضوح ۳۲کی برخوردارند. در شرایط کنونی حتی وضوح ۸کی به‌طور کامل توسعه نیافته و به اندازه وضوح ۴کی و ۱۰۸۰p در دسترس عموم قرار ندارد. امروزه فقط ۳ درصد از تلویزیون‌های تجاری می‌توانند از وضوح ۸کی پشتیبانی کنند. همچنین، فقط برخی از کنسول‌های نسل ۹ مانند پلی‌استشن ۵ (PS5) و کارت‌های گرافیکی قدرتمند سیستم‌های شخصی مانند NVIDIA GeForce RTX 4090 توانایی پشتیبانی از وضوح ۸کی را دارند، و به‌طور کلی هیچ تلویزیون ویا مانیتور تجاری (برای کاربری عمومی) حتی از وضوح ۱۶کی نیز پشتیبانی نمی‌کند.
در شرایط فعلی دو عامل بازدارنده و محدود کننده برای وضوح ۳۲کی وجود دارد، عامل اول نمایشگرهایی هستند که بتوانند از این وضوح پشتیانی کنند و عامل دوم سخت‌افزار (CPU/GPU) مورد نیاز برای پردازش و رندر تصاویر ۳۲کی است.
در حال حاضر می‌توان رزولوشن «۳۲کی» را با استفاده از تنظیم چند نمایشگر، (برای مثال ۱۶ نمایشگر ۸کی) و استفاده از تکنولوژی‌های مخصوص مالتی مانیتور (Multi-Monitor) کارت‌های گرافیک قدرتمند مانند AMD Eyefinity یا Nvidia Surround ویا تکنولوژی‌های دیگر ازجمله Nvidia Mosaic بازسازی کرد. شایان ذکر است که این نوع بازسازی بسیار پرهزینه و دشوار است. هم‌اکنون هیچ نوع نمایشگر یا مانیتوری که قابل دسترس برای عموم باشد، به تنهایی قادر به نمایش رزولوشن «۳۲کی» نیست.

## تاریخچه

### توسعه اولیه
در سال ۲۰۱۸، سونی (Sony) یک نمایشگر تبلیغاتی عریض با وضوح «۱۶کی» و اندازهٔ ۶۳ فوت (۱۹ متر یا ۷۵۶ اینچ) را، به سفارش یک فروشگاه لوازم آرایشی بزرگ واقع در یوکوهاما، جنوب توکیو نصب کرد. به بیان برخی، این نمایشگر «۶۳» فوتی بزرگ‌ترین نمایشگر تجاری (تبلیغاتی) دنیاست. سونی قصد گسترش تولید و سفارش‌های کلان این محصول را برای مجموعه‌های بزرگ دارد. درحال حاضر سونی بر روی نسخه‌ های «عریض‌تر» این محصول کار می‌کند و قصد توسعه نمایشگر هایی با وضوح «۳۲کی» دارد.

## تصویربرداری

### دوربین‌های درحال توسعه
«Zabriskie Point in 32K Resolution"
«The Linea HS 32K"

### دوربین‌های توسعه‌یافته
درحال حاضر، دوربین «Dalsa 32K Super Resolution CLHS Camera" از معدود دوربین‌هایی است که توانایی تصویربرداری با وضوح «۳۲کی» را دارد.

## بازی‌ها
گفته می‌شود؛ پیاده سازی تکنولوژی های موردنیاز برای اجرای مناسب (به صورت استاندارد و توسعه سخت‌افزار سازگار و بهینه شده و پایدار) بازی های رایانه‌ای با وضوح ۳۲کی، زمان‌بر است و در آینده‌ای نچندان نزدیک، ممکن خواهد شد. با این وجود در حال حاضر دستیابی به این وضوح، با استفاده از تنظیم «۱۶ تلویزیون یا مانیتور ۸کی» (یا ۶۴ مانیتور ۴کی) و سخت‌افزار قدرتمند و تکنولوژی‌های مخصوص مالتی مانیتور کارت‌های گرافیکی مانند AMD Eyefinity یا Nvidia Surround ویا تکنولوژی های مالتی مانیتور دیگر ازجمله مهم ترین آن‌ها Nvidia Mosaic امکان پذیر است.

## ویرایش فوتیج ۳۲کی
هم‌اکنون فقط با استفاده از برنامه‌های ادیت حرفه‌ای مانند «داوینچی‌ریزالو ۱۷» (DaVinci Resolve 17) شرکت «Blackmagic Design» می‌توان ویدئوهای ۳۲کی را ادیت کرد.